# Bucea, Kiev
Bucea (ucraineană Буча) este un oraș în regiunea Kiev, Ucraina, centrul administrativ al comunei urbane (comunității teritoriale urbane) Bucea și raionului Bucea. Este situat într-o zonă pitorească între râușoarele Bucea și Rokaci (afluenți al Irpenului, bazinul hidrografic al Niprului) la 29 km vest de Kiev. În oraș se află gara feroviară Bucea și două peroane - Lesnaia Bucea și Steklozavodskaia. În 2001 avea o populația de 28.533 de persoane, iar în 2020 în oraș locuiau 36.825 de persoane, majoritatea ucraineni.
Orașul Bucea a  fost înființată în 1901 ca un sat în jurul haltei Bucea în apropierea satului Iablonka, în timpul construcției căii ferate Kiev-Kovel. Ziua orașului în Bucea este sărbătorită la 13 septembrie. Satul Iablonka este menționat documentar în 1630 în izvoarele scrise. Bucea a fost localitate de tip urban în comună urbană Irpen din 1938, din 2006 oraș de importanță regională. Din iulie 2021, Bucea este centrul administrativ al raionului Bucea, care include 12 comune.
Bătălia de la Bucea a făcut parte din ofensiva de la Kiev în cadrul invaziei rusești din 2022 în Ucraina. Bătălia a durat între 27 februarie 2022 și 31 martie 2022 și s-a încheiat odată cu retragerea forțelor rusești. Primarul Anatolii Fedoruk a raportat că Bucea a fost recucerită în totalitate de la forțele rusești la 31 martie. După ce forțele ucrainene au recâștigat controlul asupra orașului Bucea, au început să circule rapoarte și mărturii privind crimele de război comise de armata rusă. Aceste crime de război au fost etichetate colectiv drept masacrul de la Bucea.